# Huité
Huité är en kommunhuvudort i Guatemala.   Den ligger i departementet Departamento de Zacapa, i den centrala delen av landet, 90 km öster om huvudstaden Guatemala City. Huité ligger 284 meter över havet och antalet invånare är 2 712.
Terrängen runt Huité är varierad. Runt Huité är det ganska tätbefolkat, med 222 invånare per kvadratkilometer. Närmaste större samhälle är Estanzuela, 17,7 km öster om Huité. I omgivningarna runt Huité växer huvudsakligen savannskog.